# Andrágoras (siglo III a. C.)
Andrágoras (? - 238 a. C.) fue un sátrapa seléucida de la provincia de Partahia (Partia), bajo los reyes Antíoco I Sóter y Antíoco II Theos.
Andrágoras trató de arrebatar la independencia de su satrapía a los seléucidas, en un momento en que estaban envueltos en un conflicto con el Egipto ptolemaico. En desafío, emitió monedas en las que llevaba la diadema real y en las que hizo grabar su nombre. No se arrogó el título de rey, pero sí usurpó la autoridad real al acuñar monedas de oro, prerrogativa real. Andrágoras era vecino, contemporáneo y, probablemente, aliado de Diodoto I de Bactriana, que se independizó también en la misma época, dando lugar al Reino grecobactriano.
Gobernó solamente unos pocos años antes de ser vencido y muerto por los parnos, acaudillados por Arsaces, alrededor de 238 a. C., acontecimiento que da lugar al nacimiento del Imperio parto:

Él [Arsaces] estaba habituado a una vida de saqueos y robos cuando tuvo noticias de la derrota de Seleuco frente a los galos. Liberado del temor que le inspiraba el rey, atacó a los partos con una banda de ladrones, venció a Andrágoras, y, una vez lo hubo asesinado, tomó el control sobre esta nación (Hic solitus latrociniis et rapto uiuere accepta opinione Selencum a Gallis in Asia uictum, solutus regis metu, cum praedonum manu Parthos ingressus praefectum eorum Andragoran oppressit sublatoque eo imperium gentis inuasit)
Justino, xli. 4